# Ocnița (arrondissement)
Ocnița is een arrondissement van Moldavië. De zetel van het arrondissement is Ocnița. Het arrondissement ligt in het noordoosten van Moldavië.
De 21 gemeenten, incl. deelgemeenten (localitățile), van Ocnița:
- Bîrlădeni, incl. Paladea en Rujnița
- Bîrnova
- Calarașovca, incl. Berezovca
- Clocușna
- Corestăuți, incl. Stălinești
- Dîngeni, incl. Grinăuți
- Frunză, met de titel orașul (stad)
- Gîrbova
- Grinăuți-Moldova, incl. Grinăuți-Raia en Rediul Mare
- Hădărăuți
- Lencăuți, incl. Verejeni
- Lipnic, incl. Paustova
- Mereșeuca
- Mihălășeni, incl. Grinăuți
- Naslavcea
- Ocnița, met de titel orașul (stad)
- Ocnița, incl. Maiovca
- Otaci, met de titel orașul (stad)
- Sauca
- Unguri
- Vălcineț, incl. Codreni.